# Henry Steel Olcott
Henry Steel Olcott (2. srpna 1832 Orange, New Jersey – 17. února 1907 Adyar, Indie) byl odborník na zemědělství, právník a novinář, jeden ze zakladatelů a první prezident Teosofické společnosti, první význačný představitel rostoucího zájmu o buddhismus na Západě. Jeho následné aktivity jako prezidenta Teosofické společnosti pomohly buddhismu v jeho znovuobnovování.
Olcott vyrostl na otcově statku v New Jersey. V roce 1860 se oženil s Mary Epplee Moranovou, dcerou faráře z New Rochelle, měli spolu čtyři děti, nejmladší dvě zemřely v raném dětství. Manželství nebylo úspěšné, v roce 1874 bylo rozvedeno.
Po vypuknutí občanské války vstoupil do armády. Nejprve sloužil ve spojovacích sborech, po vyléčení z úplavice byl přijat do speciální komise vyšetřující podvody a korupci. Za své zásluhy byl povýšen na plukovníka a převelen do Washingtonu. Pro své výjimečné schopnosti byl po atentátu na prezidenta Lincolna jmenován do speciální tříčlenné komise, která měla za úkol vyšetřit vraždu.
Po odstoupení z této komise v roce 1865 se vrátil do New Yorku, aby studoval práva. Roku 1868 byl přijat do právnické komory v New Yorku. Občas publikoval články pojednávající o různých tématech. Např. publikoval genealogii své rodiny, která sahala zpět až k Thomasovi Olcottovi, jenž byl jedním ze zakladatelů Hartfordu v Connecticutu roku 1636.
Také se opět začal zajímat o okultismus a experimentální psychologii. V roce 1874 nastal přelomový okamžik v jeho životě, když psal sérii článků o seancích bratří Eddiů z Chittendenu ve Vermontu. Na druhé návštěvě farmy Eddy ve Vermontu se setkal s Helenou Blavatskou.
Roku 1875 Henry Olcott, Helena Petrovna Blavatská a ostatní (zejména jmenujme Williama Quana Judgeho) založili Teosofickou společnost. V prosinci 1878 přemístili sídlo společnosti do Indie, které bylo později zřízeno v Adyaru.
Olcottovým primárním cílem v Indii bylo rozšířit asijskou filozofii na Západě podporováním přesných překladů textů duchovních učitelů a také usiloval o oživení orientální duchovní tradice – předně hinduismu, buddhismu a zoroastrismu, které trpěly jak pod útlakem západní materialistické výuky a křesťanské misionářské propagandy, tak i vojenským, ekonomickým a politickým útlakem.
Od roku 1880 Olcott a Blavatská začali vyvíjet aktivity pro buddhismus na Srí Lance. Právě díky své práci s buddhisty na Srí Lance je Olcott velice známý. Vedle činnosti pro Teosofickou společnost byla tato práce nejbližší jeho srdci. Společně s Mohottivattem Gunanandou, Anagarikou Dharmapalou a dalšími se angažovali pro znovuoživení buddhismu na Srí Lance, zejména zakládáním buddhistických škol. Také napsal Buddhistický katechismus, knihu, která se i přes některé faktické nedostatky stala velice populární a používá se dodnes. Usiloval o to, aby jednotlivé školy buddhismu nalezly shodu ohledně základních bodů nauky, aby tak mohly vytvořit jednolité hnutí, které by mělo šanci proniknout na Západ. Roku 1880 společně J. R. de Silvou vytvořil buddhistickou vlajku jako symbol znovuoživení buddhismu na Srí Lance. Vlajka byla později přijata jako mezinárodní symbol buddhismu. V roce 1891 zformuloval soubor čtrnácti zásad (př. první z nich: „1. Buddhisté jsou vychovávání k tomu, aby projevovali vůči všem lidem bez rozdílu tutéž snášenlivost, shovívavost a bratrskou lásku; a ve vztahu ke všem členům živočišné říše neotřesitelnou laskavost“). Dokonce se mu podařilo přesvědčit řadu srílanských, barmských a japonských buddhistů, aby se pod tyto zásady podepsali. Henry Steel Olcott byl tak prvním osobou, která se pokoušela o sjednocení různých buddhistických tradic, paradoxně se tedy nejednalo o asijského buddhistu, který se jako buddhista narodil, ale o buddhistu ze Západu, který k buddhismu „konvertoval“.
Blavatská se nakonec vrátila do Londýna, kde zemřela, ale Henry zůstal v Indii a věnoval se práci pro Teosofickou společnost. Po jeho smrti vedení společnosti převzala Annie Besantová.

## Dílo
- Buddhist Catechism (1881), v češtině vyšlo jako Buddhistický katechismus, z angl. přel. J. Filipský, Praha 1996
- Theosophy, Religion, and Occult Science (1885)
- Old Diary Leaves (6 svazků)
- Descendents of Thomas Olcott (1872)